# Sandwich au chorizo
Le sandwich au chorizo (espagnol : bocadillo de chorizo) est un type de sandwich espagnol avec différents types de coupes de chorizo à l'intérieur, généralement sous forme de tranches. Il s'agit parfois d'un sandwich qui est servi chaud si le chorizo est préalablement rôti ou frit, ou qui peut être servi froid (dans ce cas, le chorizo est séché). C'est un aliment qui combine deux ingrédients peu coûteux : le pain et le chorizo. Selon certaines études, c'est l'en-cas préféré d'environ 35 % des Espagnols. La simplicité de sa préparation fait qu'il s'est répandu dans plusieurs pays où le pain et le chorizo font partie de la cuisine typique du pays.

## Caractéristiques
Les préparations existantes de sandwichs au chorizo varient en fonction du type de pain utilisé, ainsi que du type de chorizo. Lorsque le type de chorizo utilisé est frais, il est généralement étalé ou préalablement cuit, soit grillé, rôti à la poêle, grillé, bouilli, etc., après quoi il est inséré dans le pain, entier ou coupé dans le sens de la longueur. S'il est séché, il est coupé en tranches d'un ou deux millimètres d'épaisseur. Le pain utilisé est généralement du pain français dans diverses variantes. Les croissants et les brioches (medianoches) sont courants. La taille du sandwich varie généralement de dix à quarante centimètres de long. Dans des villes comme Villarcayo de Merindad de Castilla la Vieja, il est fait avec du pain en forme de beignet.
Dans la cuisine espagnole, il existe quelques variantes du sandwich au chorizo. On utilise généralement des variétés telles que le chorizo de Cantimpalos, Villarcayo, Pampelune ou le cular. L'une des variantes les plus populaires dans les Asturies est le bollo preñao, un pain préparé avec une saucisse de chorizo ajoutée à l'intérieur de la pâte. Dans certaines régions du Pays basque et de Navarre, les sandwichs à la chistorra et au chorizo de Pampelune sont également courants, tandis que dans certaines régions de Castille, il est d'usage de faire des sandwichs au morcón ibérique. Le pain utilisé peut aller d'une simple ciabatta à une baguette ou même un croissant. Il est généralement servi comme un goûter pour les enfants (il est parfois tartiné de beurre), mais on le voit fréquemment dans les bars et sur les étals en plein air lors de rassemblements publics.